# Shamkiriella
Shamkiriidae
Famille
Genre
Shamkiriella est l’unique un genre de la famille des Shamkiriidae (ordre des Arcellinidés, classe des Tubulinés).

## Étymologie
Le nom de genre Shamkiriella fait référence au lieu où cet organisme a été découvert : la rivière Shamkirchay (en), l'un des affluents du fleuve Koura, dans la région nord-ouest de l'Azerbaïdjan.
L'épithète spécifique de l'espèce type, convoluta, fait référence à la présence de plis sur la surface de la coquille.

## Description
Les espèces du genre Shamkiriella ont une coquille à plis longitudinaux caractéristiques, parfois aplatis. L'ouverture est ovale à triangulaire, avec un col bien défini. La surface de la coquille est couverte de plaques transparentes de taille variable. Selon la morphologie de la coquille et de l'ouverture, la nouvelle famille pourrait être apparentée à celle des Difflugiidae. Elle diffère clairement de toutes les familles connues par une morphologie de coquille complètement inhabituelle.
L'espèce type Shamkiriella convoluta a une coquille allongée (de 100 à 115 µm), aplatie latéralement, avec une courte protubérance caudale (de 15 µm) à l'extrémité aborale et une ouverture apicale triangulaire (35 à 45 µm). Il y a un collet bien défini. En vue frontale, deux plis le long de l'axe longitudinal sont visibles : l'un d'eux débute au bord de l'ouverture et se termine près de la protubérance caudale à l'extrémité aborale ; le deuxième, plus petit, débute approximativement dans la partie équatoriale et se termine sur la protubérance caudale aborale. En vue latérale, deux plis sont également visibles, débutant au bord de l'ouverture et se terminant à une distance d'environ 1/3 de la longueur de la coquille de l'extrémité aborale. La surface de la coquille est couverte de particules transparentes de taille variable. Le cytoplasme contient de nombreuses vacuoles contractiles. 

## Habitat
Les espèces du genre Shamkiriella vivent en eau douce.

## Liste des espèces
Selon IRMNG (11 janvier 2025) : pas d’espèce référencée.
Selon Snegovaya et Alekperov :
- Shamkiriella convoluta Snegovaya & Alekperov, 2005 espèce type
- Shamkiriella reticulata Snegovaya & Alekperov, 2005
- Shamkiriella phimatophora Snegovaya & Alekperov, 2005

## Systématique
Le nom valide de ce taxon est Shamkiriella Snegovaya (d) & Alekperov (d), 2005 .

## Publication originale
- N. Snegovaya et I. Alekperov, « Fauna of testate Amoebae of western Azerbaijan rivers », Protistology, vol. 4, no 2,‎ 2005, p. 149-183 (ISSN 1680-0826, lire en ligne, consulté le 20 janvier 2025).